# Simon Jimenez
Simon Emmanuel Jimenez (* 1989) je filipínsko-americký spisovatel, autor sci-fi a fantasy knih.

## Život a dílo
Žil v Kanadě a na Filipínách. Studoval na Emerson College, kde získal magisterský titul v kreativním psaní. Žije ve Filadelfii.
Jeho povídky vyšly v antologiích Canyon Voices a 100 Word Story, Nothing Short Of. Během studia na škole začal pracovat na svém románu The Vanished Birds (Ztracení ptáci), který byl vydán v roce 2020. Román byl v roce 2021 nominován na Arthur C. Clarke Award a Locus Award.  V roce 2022 označil Kirkus Reviews román za jednu z nejlepších sci-fi a fantasy knih roku. Simon Jimenez byl v roce 2021 nominován na cenu Astounding Award. V roce 2022 vyšel jeho druhý román The Spear Cuts Through Water, který se v roce 2023 dostal do širšího výběru Ursula K. Le Guin Prize. 